# Pheidole incerta
Pheidole incerta är en myrart som först beskrevs av Smith 1863.  Pheidole incerta ingår i släktet Pheidole och familjen myror. Inga underarter finns listade i Catalogue of Life.